# معركة غورداس نانجال
وقعت معركة جورداس نانجال في أبريل 1715 بين زعيم السيخ باندا سينغ بهادور -الذي اتخذ موقفا دفاعيا في غورداس نانجال- وقائد مغول الهند عبد الصمد خان وكذلك قمر الدين خان حيث جهزوا جيشًا للسيطرة على السيخ. في نهاية المطاف استسلم السيخ وخرج مغول الهند منتصرين.

## المعركة
كان باندا في ذلك الوقت ينفذ عمليات ومداهمات صغيرة شمال أمريتسار. خلال هذه العمليات، واجه جيش مغول الهند السيخ. عند مواجهتهم، انسحب السيخ بسرعة شمالًا للاحتماء في حصن جورداسبور. تم تجهيزه مؤخرًا لاستيعاب 60.000 حصان وطعام. كما تم جمع مخازن كبيرة من الحبوب والأعلاف هناك. التقى جيش مغول الهند على الحصن من ثلاث جهات. تقدمت قوة دلهي المكونة من 20.000 رجل بقيادة قمر الدين خان من الشرق. سارعت قوات لاهور المكونة من 10000 رجل بقيادة عبد الصمد خان من الجنوب. وقوات جامو التي يبلغ تعدادها قرابة 5000 جندي بقيادة زكريا خان بهادور تحركت من الشمال. إلى الغرب من الحصن كان نهر رافي، الذي لم يكن به جسر. تم سحب جميع القوارب إلى الضفة المقابلة التي كانت تحت حراسة مشددة من قبل العديد من القادة المحليين والمسؤولين الحكوميين. جعل المطاردة حتى لا يتمكن السيخ من دخول الحصن في جورداسبور. وهكذا، تحول الجيش بسرعة إلى الغرب.
بسبب حظر جميع مسارات الهروب، اندفع باندا وجيشه إلى هافيلي دوني تشاند التي كان بها مجمع مفتوح كبير مع جدار حوله في قرية جورداس نانجال، على بعد 6 كم إلى الغرب من جورداسبور. يستوعب 1250 رجلاً مع عدد قليل من الخيول.
حفر السيخ خندقًا حول المجمع وملأوه بالماء من القناة المتدفقة القريبة. كما حفر مغول الهند خنادق في جميع أنحاء السياج. ثم وقعت المعركة في بداية أبريل 1715. ووصلت أنباء المعركة إلى السلطان جلال الدين محمد فرخ سير في 17 أبريل 1715. واستمر الحصار أكثر من ثمانية أشهر بقليل. مر الصيف الكامل من أبريل إلى يونيو، وموسم الأمطار بأكمله من يوليو إلى سبتمبر ، ونصف الشتاء من أكتوبر إلى بداية ديسمبر في هذه الحالة مع طلعات جوية متكررة ومناوشات عرضية.
في نهاية المطاف، تضاءلت جميع الإمدادات من المواد الغذائية والأعلاف. هلكت جميع الحيوانات وأكل لحمها. ثم طحنت عظامهم ولحاء شجرهم وأكلوه. مات العديد من السيخ من الجوع والبقية أصيبوا بالجوع تمامًا وتحولوا إلى هياكل عظمية. برؤية أن المقاومة قد توقفت تمامًا، غامر جيش مغول الهند في 7 ديسمبر 1715 بالدخول إلى السياج. تم قطع رؤوس حوالي 300 رجل من السيخ، كانوا على وشك الموت. و تم القبض على باندا بعد ذلك، مع 440 من أتباعه.